# Polycarpa pentarhiza
Polycarpa pentarhiza är en sjöpungsart som beskrevs av Monniot 1965 . Polycarpa pentarhiza ingår i släktet Polycarpa och familjen Styelidae. Inga underarter finns listade i Catalogue of Life.